# Škoda-Kauba Sk P.14
Škoda-Kauba Sk P.14 byl projekt přepadového stíhacího letounu s náporovým motorem navržený konstrukční kanceláří Škoda-Kauba v Protektorátu Čechy a Morava pro Luftwaffe k útokům na spojenecké bombardovací svazy před koncem druhé světové války (na začátku roku 1945).

## Vznik a vývoj
Rakouský inženýr Eugen Sänger vyvíjel v době 2. světové války náporový motor (ramjet), jenž měl ve finální podobě délku 9,5 metrů a průměr cca 1,5 metru. Měl být schopen provozu i na všelijaká náhradní paliva (např. drcené uhlí obohacené o chem. přísady).
Pražské závody Škoda-Kauba Werke GmbH (jmenovitě zakladatel firmy rakouský letecký konstruktér Otto Kauba) usilovaly o tuto novinku, záměrem bylo využít motor pro záchytný stíhací letoun. Sänger spolupracoval na vývoji jednoplošníku Sk P.14. Velkou část trupu tedy tvořil tento náporový motor, vepředu byl kokpit, v němž pilot ležel. Start měl probíhat na tříkolovém vozíku vybaveném pomocnými motory, po dosažení rychlosti potřebné pro provoz náporového motoru (cca 320 km/h) se letoun měl od vozíku oddělit a vznést do vzduchu. Přistání se mělo uskutečnit na vysunovací ližinu.
Letové testy neproběhly, před koncem války se nestihla ani kompletizace tohoto stroje.

## Verze
Projekt Sk P.14 sestával ze dvou mírně odlišných variant.
Sk P.14.01
- vyzbrojen 30mm kanónem MK 108 umístěným nad kokpitem.

Sk P.14.02
- kratší verze s křídly umístěnými více vepředu

## Specifikace (Sk P.14.01)
Zdroj:

### Technické údaje
- Osádka: 1 pilot
- Rozpětí: 7,90 m
- Délka: 9,85 m
- Výška: 4,5 m (na podvozku - vozíku)
- Nosná plocha: ? m²
- Prázdná hmotnost: ? kg
- Vzletová hmotnost: ? kg
- Pohonná jednotka: 1× náporový motor Sänger Lorin

### Výkony
- Maximální rychlost: 1 000+ km/h

### Výzbroj
- 1 × 30mm kanón Rheinmetall Borsig MK 108